# Herman's Heat & Puente's Beat
Herman's Heat & Puente's Beat è un album di Tito Puente e Woody Herman, pubblicato dalla Everest Records nel 1958.
Il disco fu registrato nel settembre del 1958 a New York.

## Tracce
Lato A
1. Blue Station – 3:05 (Al Cohn)
2. Pillar to Post – 2:28 (A.K. Salim)
3. Midnight Sun – 4:12 (Lionel Hampton, Sonny Burke, Johnny Mercer)
4. Woodchoppers Ball – 4:28 (Joe Bishop, Woody Herman)
5. Balu – 3:06 (A.K. Salim)
6. Lullaby of Birdland – 2:27 (George Shearing, George David Weiss)

Lato B
1. Latin Flight – 1:58 (Tito Puente)
2. New Cha-Cha – 2:58 (Tito Puente)
3. Mambo Herd – 2:35 (Tito Puente)
4. Cha-Cha Chick – 2:57 (Tito Puente)
5. Tito Meets Woody – 2:34 (Tito Puente)
6. Carioca – 2:51 (Edward Eliscu, Gus Kahn, Vincent Youmans)

## Musicisti
- Tito Puente – timbales (brani : B1,B2,B3,B4,B6 & B6)
- Woody Herman – clarinetto, sassofono alto
- Jay Migliori – sassofono tenore
- Joe Romano – sassofono tenore
- Marty Flax – sassofono tenore
- Al Belletto – sassofono baritono
- Al Cohn – reeds (brani : B1,B2,B3 & B4)
- Danny Bank – reeds (brani : B1,B2,B3 & B4)
- Paul Quinichette – reeds (brani : B1,B2,B3 & B4)
- Pete Mondello – reeds (brani : B1,B2,B3 & B4)
- Sam Marowitz – reeds (brani : B1,B2,B3 & B4)
- Al Forte – tromba
- Bobby Clark – tromba
- Danny Stiles – tromba
- Ernie Royal – tromba (brani : B1,B2,B3 & B4)
- Hal Posey – tromba
- Marky Markowitz – tromba (brani : B1,B2,B3 & B4)
- Nick Travis – tromba (brani : B1,B2,B3 & B4)
- Steve Lipkins – tromba (brani : B1,B2,B3 & B4)
- Willie Thomas – tromba
- Bill Elton – trombone (brani : B1,B2,B3 & B4)
- Billy Byers – trombone (brani : B1,B2,B3 & B4)
- Frank Rehak – trombone (brani : B1,B2,B3 & B4)
- Jimmy Guinn – trombone
- Roger DeLillo – trombone
- Willie Dennis – trombone
- Al Planck – pianoforte
- Robert Rodriguez – contrabbasso (brani : B1,B2,B3 & B4)
- Major Holley – contrabbasso
- Jimmy Campbell – batteria
- Gilbert Lopez – percussioni (brani : B1,B2,B3,B4,B5 & B6)
- Ray Barretto – percussioni (brani : B1,B2,B3,B4,B5 & B6)
- Ray Rodriguez – percussioni (brani : B1,B2,B3,B4,B5 & B6)